# Simca Chambord
Simca Chambord é um automóvel produzido pela Simca francesa, de 1958 a 1961, desenvolvido a partir do Simca Versailles. Seu estilo lembra muito os automóveis Ford americanos de 1955-56, tendo sido originalmente um projeto desenhado pela Ford norte-americana em Dearborn, EUA, para sua subsidiária francesa.
Com a aquisição do controle da Ford da França pela Simca, em 1954, acabou sendo lançado por esta no mercado francês. Foi o primeiro automóvel de luxo a ser construído no Brasil sob licença, de 1959 até 1967. O Chambord também marcou uma época por ser o veículo usado pelo ator Carlos Miranda, protagonista da popular série de TV O Vigilante Rodoviário.

## Deficiências
Apesar de sua boa aparência, a primeira versão do Chambord tinha o desempenho comprometido pelo motor Aquilon, um antigo V8 de válvulas no bloco, herança da Ford francesa e que já havia sido abandonado pela Ford norte-americana, o que lhe valeu o apelido jocoso de "O Belo Antônio" (bonito, mas impotente). Além disso, atrasos da Simca em atender as exigências do GEIA dificultaram o acesso da empresa em conseguir créditos, o que causou severa falta de peças. A Simca acabou ganhando uma séria reputação de má qualidade, a qual nunca conseguiu resolver. Em 1964, a carroceria do Chambord foi reformulada e o veículo recebeu o motor Tufão, de 100 hp.

## Variantes

### Simca Présidence
Versão luxuosa do Simca Chambord, tinha calotas raiadas no padrão do Maserati 250F, pneu estepe atrás do porta-malas, cores exclusivas e bancos de couro. Em 1965 recebeu o motor V8 do Tufão, de 110 hp e, no final de 1966, o motor V8 Emi-Sul de 140 hp.

### Simca Jangada

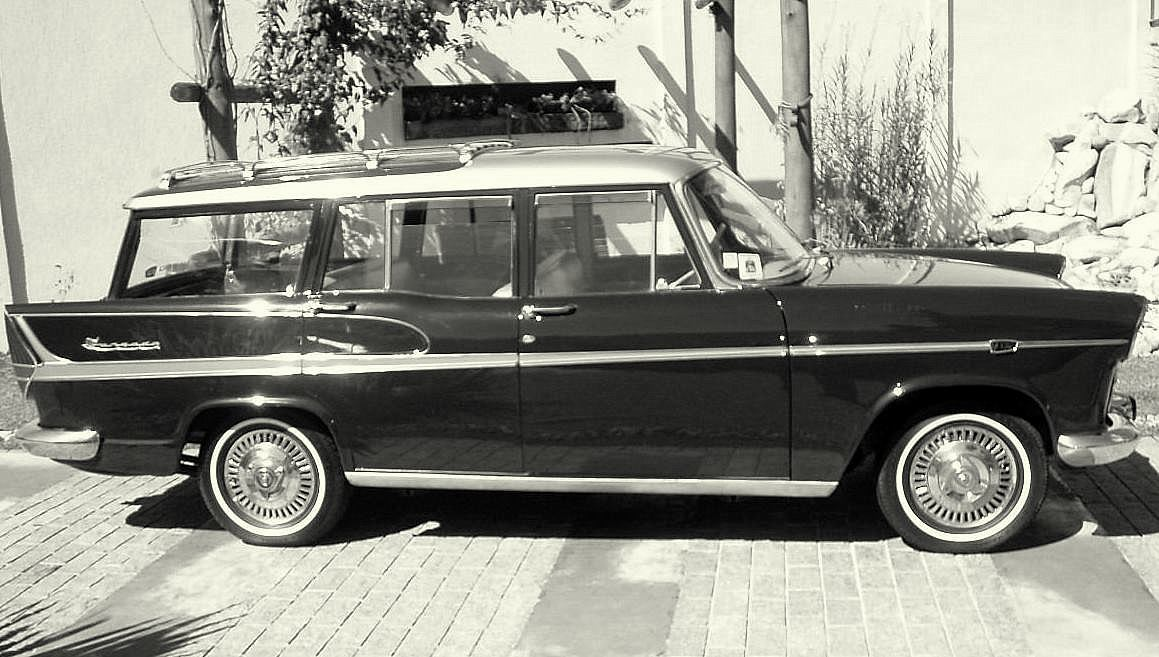
Simca Jangada

O Simca Chambord Jangada foi a primeira perua de grande porte fabricada no Brasil, a partir de 1962. 
Era uma versão tropicalizada do Simca Vedette Marly francês que teve a estrutura supostamente reforçada para suportar as condições adversas das estradas brasileiras. Podia acomodar confortavelmente seis adultos e duas crianças, em bancos escamoteáveis.
Foram produzidas apenas 2 705 unidades.

### Simca Alvorada

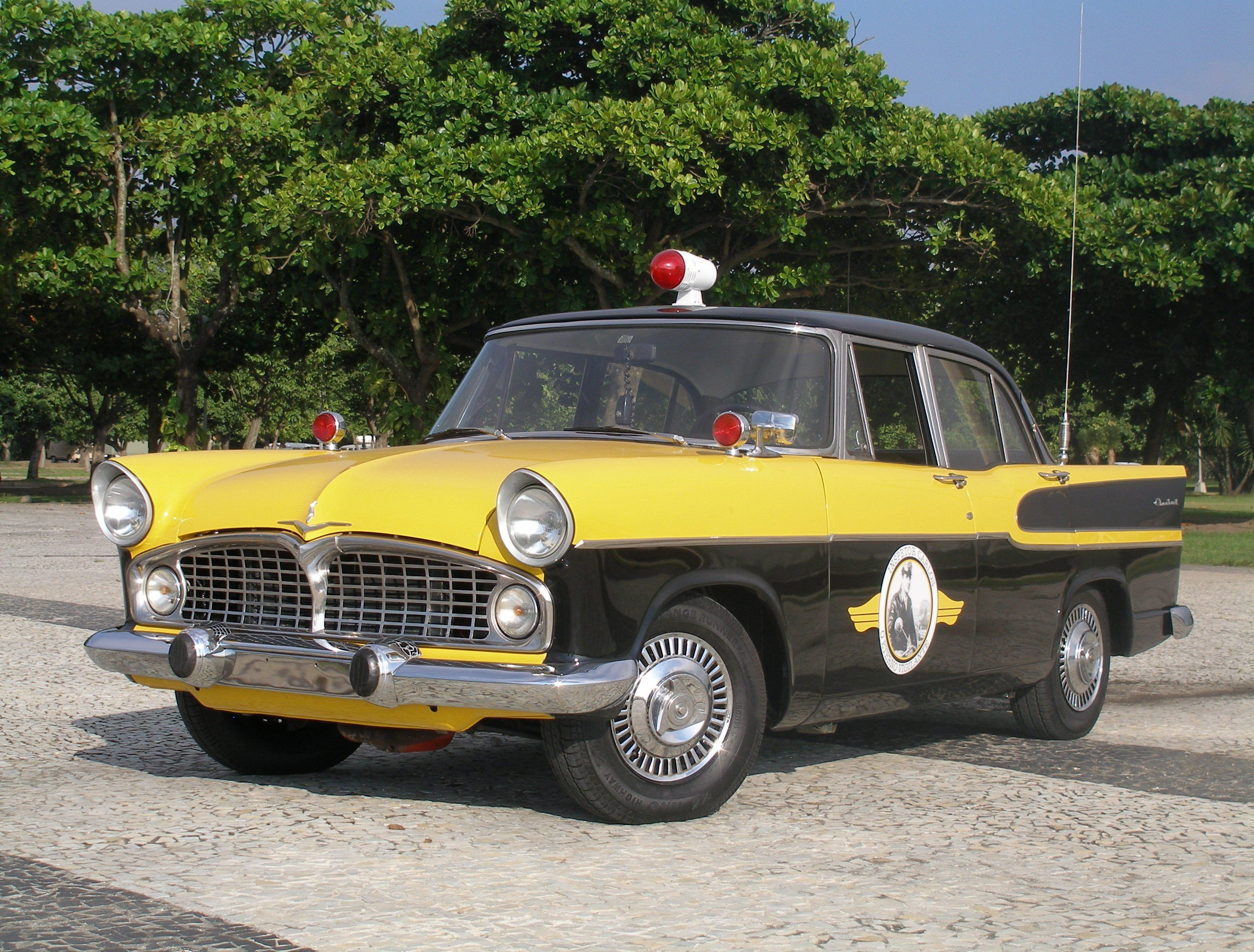
Modelo do seriado "O Vigilante Rodoviário"

Lançado em 1963, foi uma versão popular e despojada do Simca Chambord, 30% mais barato do que o original. Fracasso de vendas, foi substituído dois anos depois por uma versão ainda mais indigente, o Simca Profissional, destinado ao mercado de carros de praça. 
Para baratear os custos de produção, o veículo teve ainda retirado o relógio elétrico, o odômetro parcial, os botões de entrada de ar, os cinzeiros e o acendedor de cigarros traseiro, a iluminação interna, o esguichador de águas do para-brisa, os faróis de milha e as alças de apoio. Foram produzidos apenas 378 modelos Alvorada.

### Simca Profissional
Chegou ao mercado em 1965, para atender ao desejo do governo brasileiro em vender automóveis populares, financiados pela Caixa Econômica Federal. Tinha um acabamento ainda mais pobre do que o do Alvorada, com estofamento de plástico, portas revestidas de papelão pintado, sem tampa no porta-luvas e sequer uma abertura no painel para encaixar um rádio.

## Na cultura popular
"Simca Chambord" é o nome de uma canção da banda brasileira Camisa de Vênus, que fazia uma homenagem ao veículo.